# Ara Maxima
Die Ara Maxima war ein Altar zur Verehrung des Hercules im antiken Rom.

## Lage
Der Altar befand sich auf dem antiken Forum Boarium, dem Rindermarkt, in der Senke zwischen den Hügeln Palatin und Aventin zu Füßen des Palatins und damit innerhalb des antiken Pomeriums. In seiner Nähe stand auch der Tempel des Hercules Victor, ein kleiner Rundtempel, dessen Reste unter Papst Sixtus IV. (1471–1484) abgebrochen wurden.

## Stiftung und Funktion der Ara Maxima
Der Altar wurde angeblich von Hercules persönlich gestiftet, und zwar als Dank dafür, dass die Bewohner des Palatin ihn gegen Cacus unterstützt und gastlich aufgenommen hatten. Hercules hatte aber nicht nur die Ara Maxima gestiftet, sondern zugleich einen eigenen Kult zur Verehrung seiner selbst eingerichtet. Er selbst unterrichtete der Sage nach die Angehörigen zweier Patrizierfamilien in den Zeremonien des Kultes. Diese beiden Familien, die Potitier und die Pinarier, besorgten von da an den Kult als einen Privatkult zunächst ohne staatliche Anerkennung. Dabei oblag den Potitiern die eigentliche Opferhandlung, den Pinariern standen nur die dienenden Handlungen bei der Durchführung des Opfers und die Aufsicht über die Kultstätte zu.
Das Fest für Hercules Victor, auch Hercules Invictus genannt, fand jeweils am 12. August (pridie Idus Sextilis = am Vortage der Iden des Sextilis, des späteren August) statt. Ab dem Jahre 312 v. Chr. war der Kult des Hercules auf Veranlassung des Appius Claudius Caecus staatlich. Hercules wurde von nun ab von Amts wegen als römischer Gott verehrt. An Stelle der Potitier, die bis dahin die Opferhandlungen vorgenommen hatten, führte  nun der jeweilige Praetor urbanus die Opfer durch. Bei den Opferhandlungen für Hercules waren nur Männer zugelassen. Sie mussten mit lorbeerbekränztem Haupt den religiösen Zeremonien beiwohnen. Im Gegensatz zu Opfern für andere römische Gottheiten durften bei Opfern für Hercules auch keine anderen Götter zusätzlich angefleht werden (also keine generalis invocatio).
Auch außerhalb der offiziellen Opfer für Hercules entwickelte sich die Ara Maxima zu einer beliebten Opferstätte für Kaufleute. An dem Altar wurden Eide abgelegt und Geschäfte beschworen. Um den Gott für das Gelingen geschäftlicher Vorgänge günstig zu stimmen, war es üblich, ihm zehn Prozent des Gewinnes zu opfern. Da Hercules aber nur Tieropfer und Spenden in Naturalien annahm, entwickelten sich mit der Zeit gewaltige Opfermahle, denn der Gott nahm nicht nur keine Opfer in Geld an, sondern erwartete auch, dass die gespendeten Naturalien umgehend und auf dem Forum Boarium verzehrt wurden. Berühmt ist das Opfermahl des Marcus Licinius Crassus, des damals reichsten Mannes in Rom, der ein Zehntel seines riesigen Vermögens spendete und die römischen Bürger auf das Großzügigste drei Monate lang bewirtete.